# 혼다 유이치
혼다 유이치(일본어: 本多 雄一, 1984년 11월 19일 ~ )는 일본의 프로 전 야구 선수이며, 야구 지도자이다. 현재 퍼시픽 리그인 후쿠오카 소프트뱅크 호크스의 1군 내야 수비 코치이다.
애칭은 폰(ポン), 폰짱(ポンちゃん) 등이 있다.

## 인물

### 프로 입단 전
초등학교 시절에는 소프트볼 선수로 활약했고 중학교 시절에는 현지의 소년 경식 야구팀에 소속되기도 했다. 고등학교는 가고시마 실업고등학교에 진학했고 졸업 후 사회인 야구팀인 미쓰비시 중공업 나고야를 거쳐 2005년에 있은 프로 야구 대학·사회인 드래프트에서 5순위로 지명을 받아 후쿠오카 소프트뱅크 호크스에 입단했다.

### 프로 입단 후

#### 2006년
대학·사회인 드래프트에서의 5순위 지명이었지만 호타 준족이라는 평가는 높았고 희망 범위로 입단한 마쓰다 노부히로와 함께 신인으로서의 개막 선발 멤버가 농후되고 있었다. 그러나 3월 8일에 열린 도쿄 야쿠르트 스왈로스와의 시범 경기(후쿠오카 돔)에서 이시이 가즈히사가 던진 투구를 왼쪽 손목에 맞아 부상당하면서 애당초에 타박상이라는 진단이 내려졌지만 후에 골절된 것이 판명되어 팀 전력에서 장기적으로 이탈되는 우여곡절을 겪었다. 8월 4일 1군에 처음으로 승격되면서 선발로 출전함과 동시에 첫 안타와 첫 도루를 기록했다. 중반 이후에 컨디션이 나빠진 혼마 미쓰루를 대신해 2루수로서 선발 출전하는 일이 많아졌다.

#### 2007년
시즌 개막부터 주전 2루수를 차지했고 시즌 초반의 타순은 9번이었지만 가와사키 무네노리의 전력 이탈과 오무라 나오유키 등의 부상도 있어 1번이나 2번 타자로 뛰는 일이 많았다. 부담으로 여겨졌던 좌완 투수와의 상대하는 것을 극복하여 팀내 최다인 141경기에 출전했고 팀 최다이자 리그 2위인 34개의 도루를 기록하는 등 주루, 공격, 수비에서 모든 것을 갖추는 성장을 보였다.

#### 2008년
오른쪽 어깨 통증에 의해 개막 엔트리에 제외되었지만 곧바로 복귀했고 시즌 중반이 되면서 1번 타자로 활약했다. 구단 타이 기록이 되는 8타수 연속 안타를 기록하는 등 전년도에 비해 타율이 크게 올랐지만 시즌 종반에 갑작스런 허리 통증이 일어나면서 곧바로 이탈돼 부상에 시달릴 정도의 암울한 시즌을 보냈다. 시즌 종료 후 야구 교실에서는 FA를 취득하여 메이저 리그에 진출하겠다고 말했다.

#### 2009년
시즌 초반부터 하이 페이스로 안타 개수를 늘렸지만 5월에 지바 롯데 마린스전에서 가라카와 유키로부터 던진 사구를 정강이에 맞아 컨디션이 떨어지기도 했다. 개인 최다가 되는 43개의 도루를 기록했지만 타율은 2할 6푼 2리의 낮은 성적을 기록했다.

#### 2010년
그 해에는 개막전의 주전으로 시즌을 맞이했고 3월 26일의 오릭스 버펄로스전에서는 수비 도중 그렉 라로카와 충돌해 가벼운 뇌진탕을 일으켰지만 다음날에는 복귀했다. 3월 31일의 사이타마 세이부 라이온스전으로부터 2번 타자로 정착해 5월 8일 야쿠르트전에서의 수비 플레이에서는 미야모토 신야가 때린 타구를 우익수 앞에 다이빙 캐치를 했을 때 메이지 진구 야구장의 양 팀 관중석에서 박수가 흘러 나왔다. 올스타전 개막 직전에는 세이부의 가타오카 야스유키와 나란히 리그 1위인 40개의 도루를 기록했고 9월 26일의 도호쿠 라쿠텐 골든이글스전에서 나가이 사토시와 시마 모토히로의 배터리로부터 2개의 도루를 기록했다. 이 도루로 시즌 도루 개수가 59개에 도달하여 가타오카 야스유키와 나란히 도루왕 타이틀을 차지했다.
본인으로서는 처음으로 시즌 144경기에 모두 출전했고 전년도에 가와사키가 기록한 팀내 기록인 43개의 희생타를 경신하는 50개를 기록했다. 리그 우승에 기여하는 활약을 보이면서 야구 전문 주간지인 주간 베이스볼이 독자들을 대상으로 ‘당신이 선택하는 현역 최고의 2루수는 누구?’라는 제목의 설문조사에서 1위로 선정되었다.

#### 2011년
시즌 개막 이후부터 2번·2루수로서 전 경기에 풀 이닝 출전했고 전년도와 마찬가지로 가와사키와 함께 1, 2번으로서 활약했다. 4월 12일의 개막전인 오릭스전으로부터 5월 5일의 라쿠텐전까지 개막전으로부터 19경기 연속 안타를 때려내는 등의 타격 호조로 타율이 3할 대를 넘기면서 개인 최고 성적인 타율 3할 5리를 기록함과 동시에 개인 최다인 60개의 도루를 기록하는 등 2위인 라쿠텐의 히지리사와 료와의 8개 차로 벌려 2년 연속 도루왕 타이틀을 단독으로 획득했다. 그리고 리그 1위인 53개의 희생타를 기록해 전년도에 자신이 기록한 팀의 기록을 경신하는 등 팀의 리그 연패에 기여했다.

### 은퇴 이후
2018 시즌을 마친 후 은퇴를 선언한 후 2019시즌부터는 후쿠오카 소프트뱅크 호크스에 1군 내야 수비 코치를 맡게 된다. 등번호는 80번으로 결정되었다.

## 플레이 스타일
야구 선수로서는 몸집이 작으면서도 높은 신체 능력을 가졌고 1루로 도달하기까지 3.87초를 기록하는 팀내 굴지의 다리힘을 가졌고 2011년까지의 통산 도루 성공률은 75%를 자랑한다. 타격면에서는 2011년까지 우완 투수와 상대한 통산 타율(.275)에 대해서 좌완 투수와 상대한 타율이 2할 9푼 9리를 기록하는 등 좌타자이면서도 좌완 투수에 강한 면모를 가지고 있지만 삼진이 많은 데다가 볼넷이 적었고 출루율에 대해서는 많은 과제를 남겼다.
부상은 적었고, 허리 통증의 영향으로 107경기 출전에만 그친 2008년을 제외하고는 프로에 입문하고나서 큰 부상을 입지 않았다.

## 상세 정보

### 출신 학교
- 가고시마 실업고등학교

### 선수 경력
사회인 시대
- 미쓰비시 중공업 나고야

프로팀 경력
- 후쿠오카 소프트뱅크 호크스(2006년 ~ 2018년)

지도자 경력
- 후쿠오카 소프트뱅크 호크스 1군 내야 수비 코치(2019년 ~ )

국가 대표 경력
- 2013년 월드 베이스볼 클래식 일본 국가대표

### 수상·타이틀 경력

#### 타이틀
- 도루왕: 2회(2010년, 2011년)

#### 수상
- 베스트 나인: 1회(2011년)
- 골든 글러브상: 2회(2011년, 2012년)
- JA 전농 Go·Go상: 1회(매직 글러브상: 2009년 7월)

### 주요 기록

#### 첫 기록
- 첫 출장·첫 선발 출장: 2006년 8월 4일, 대 지바 롯데 마린스 14차전(지바 마린 스타디움), 8번·2루수로서 선발 출장
- 첫 타석: 상동, 3회초에 와타나베 슌스케로부터 3루 땅볼
- 첫 안타: 상동, 5회초에 와타나베 슌스케로부터 투수 내야 안타
- 첫 도루: 상동, 5회초에 2루 안착(투수: 와타나베 슌스케, 포수: 사토자키 도모야)
- 첫 희생타: 2006년 8월 15일, 대 도호쿠 라쿠텐 골든이글스 13차전(풀캐스트 스타디움 미야기)
- 첫 홈런·첫 타점: 2006년 8월 17일, 대 도호쿠 라쿠텐 골든이글스 15차전(풀캐스트 스타디움 미야기), 3회초에 마키노 루이로부터 우월 솔로 홈런

#### 기록 달성 경력
- 통산 200도루: 2011년 7월 31일, 대 홋카이도 닛폰햄 파이터스 11차전(후쿠오카 Yahoo! JAPAN 돔), 1회말에 2루 안착(투수: 다케다 마사루, 포수: 오노 쇼타) ※역대 71번째
- 통산 250도루: 2012년 8월 11일, 대 도호쿠 라쿠텐 골든이글스 14차전(후쿠오카 Yahoo! JAPAN 돔), 6회말에 2루 안착(투수: 켈빈 히메네스, 포수: 시마 모토히로) ※역대 43번째
- 통산 1000안타: 2013년 9월 28일, 대 사이타마 세이부 라이온스 22차전(후쿠오카 야후오쿠! 돔), 4회말에 오카모토 요스케로부터 우전 2점 적시타 ※역대 275번째
- 통산 200희생타: 2014년 5월 17일, 대 오릭스 버펄로스 7차전(교세라 돔 오사카), 10회초에 히라노 요시히사로부터 투수 희생타 ※역대 35번째
- 통산 300도루: 2014년 5월 20일, 대 히로시마 도요 카프 1차전(후쿠오카 야후오크! 돔), 5회말에 2루 안착(투수: 니시하라 게이타, 포수: 시라하마 유타) ※역대 28번째
- 통산 1000경기 출장: 2014년 5월 26일, 대 주니치 드래곤스 2차전(나고야 돔), 9번·2루수로서 선발 출장 ※역대 462번째

#### 기타
- 올스타전 출장: 1회(2011년)
- 6경기 연속 도루: 1회(2011년 7월 10일 ~ 7월 16일)

### 등번호
- 46(2006년 ~ 2018년)
- 80(2019년 ~ )

### 연도별 타격 성적
| 연 도     | 소 속      | 경 기 | 타 석 | 타 수 | 득 점 | 안 타 | 2 루 타 | 3 루 타 | 홈 런 | 루 타 | 타 점 | 도 루 | 도 루 자 | 희 생 번 | 희 생 플 | 볼 넷 | 고 4 | 사 구 | 삼 진 | 병 살 타 | 타 율 | 출 루 율 | 장 타 율 | O P S |
| --------- | ---------- | ----- | ----- | ----- | ----- | ----- | ------- | ------- | ----- | ----- | ----- | ----- | -------- | -------- | -------- | ----- | ---- | ----- | ----- | -------- | ----- | -------- | -------- | ----- |
| 2006년    | 소프트뱅크 | 37    | 112   | 102   | 13    | 25    | 7       | 2       | 2     | 42    | 8     | 2     | 0        | 5        | 0        | 5     | 0    | 0     | 28    | 0        | .245  | .280     | .412     | .692  |
| 2007년    | 소프트뱅크 | 141   | 612   | 550   | 62    | 151   | 25      | 5       | 2     | 192   | 42    | 34    | 13       | 23       | 2        | 35    | 0    | 2     | 112   | 5        | .275  | .319     | .349     | .668  |
| 2008년    | 소프트뱅크 | 107   | 489   | 454   | 53    | 132   | 14      | 3       | 3     | 161   | 38    | 29    | 13       | 6        | 4        | 23    | 0    | 2     | 75    | 1        | .291  | .325     | .355     | .680  |
| 2009년    | 소프트뱅크 | 137   | 622   | 554   | 72    | 145   | 32      | 4       | 1     | 188   | 41    | 43    | 10       | 18       | 2        | 44    | 0    | 4     | 95    | 5        | .262  | .320     | .339     | .659  |
| 2010년    | 소프트뱅크 | 144   | 651   | 564   | 88    | 167   | 21      | 10      | 3     | 217   | 39    | 59    | 21       | 50       | 3        | 29    | 1    | 5     | 81    | 8        | .296  | .334     | .385     | .719  |
| 2011년    | 소프트뱅크 | 144   | 633   | 522   | 84    | 159   | 19      | 7       | 0     | 192   | 43    | 60    | 17       | 53       | 4        | 53    | 0    | 1     | 78    | 4        | .305  | .367     | .368     | .735  |
| 2012년    | 소프트뱅크 | 123   | 536   | 480   | 52    | 118   | 15      | 4       | 0     | 141   | 31    | 34    | 7        | 14       | 4        | 37    | 0    | 1     | 65    | 6        | .246  | .299     | .294     | .593  |
| 2013년    | 소프트뱅크 | 120   | 471   | 406   | 56    | 115   | 12      | 4       | 2     | 141   | 37    | 22    | 6        | 19       | 2        | 42    | 1    | 2     | 62    | 1        | .283  | .352     | .347     | .699  |
| 2014년    | 소프트뱅크 | 94    | 398   | 344   | 51    | 100   | 12      | 6       | 0     | 124   | 21    | 23    | 6        | 16       | 3        | 33    | 2    | 2     | 47    | 10       | .291  | .353     | .360     | .714  |
| 2015년    | 61         | 174   | 158   | 17    | 36    | 8     | 0       | 0       | 44    | 4     | 5     | 4     | 6        | 0        | 9        | 0     | 1    | 36    | 2     | .228     | .274  | .278     | .552     |       |
| 2016년    | 110        | 388   | 332   | 52    | 93    | 9     | 1       | 1       | 107   | 27    | 23    | 7     | 19       | 3        | 33       | 0     | 1    | 51    | 6     | .280     | .344  | .322     | .666     |       |
| 2017년    | 62         | 143   | 122   | 12    | 26    | 6     | 0       | 0       | 32    | 8     | 3     | 2     | 9        | 0        | 12       | 0     | 0    | 20    | 2     | .213     | .284  | .262     | .546     |       |
| 2018년    | 33         | 101   | 85    | 15    | 22    | 3     | 2       | 1       | 32    | 8     | 5     | 1     | 5        | 3        | 8        | 0     | 0    | 17    | 1     | .259     | .313  | .376     | .689     |       |
| NPB：13년 | NPB：13년  | 1313  | 5330  | 4673  | 627   | 1289  | 183     | 48      | 15    | 1613  | 347   | 342   | 107      | 243      | 30       | 363   | 4    | 21    | 767   | 51       | .276  | .329     | .345     | .674  |

- 2018년 기준, 굵은 글씨는 시즌 최고 성적.

### 연도별 수비 성적
| 연도 | 2루  | 2루  | 2루  | 2루  | 2루  | 2루    | 유격 | 유격 | 유격 | 유격 | 유격 | 유격   |
| 연도 | 경기 | 척살 | 보살 | 실책 | 병살 | 수비율 | 경기 | 척살 | 보살 | 실책 | 병살 | 수비율 |
| ---- | ---- | ---- | ---- | ---- | ---- | ------ | ---- | ---- | ---- | ---- | ---- | ------ |
| 2006 | 36   | 69   | 87   | 1    | 12   | .994   | -    | -    | -    | -    | -    | -      |
| 2007 | 140  | 296  | 405  | 8    | 77   | .989   | -    | -    | -    | -    | -    | -      |
| 2008 | 105  | 271  | 311  | 8    | 61   | .986   | -    | -    | -    | -    | -    | -      |
| 2009 | 137  | 323  | 420  | 8    | 82   | .989   | -    | -    | -    | -    | -    | -      |
| 2010 | 144  | 415  | 408  | 11   | 92   | .987   | -    | -    | -    | -    | -    | -      |
| 2011 | 144  | 346  | 386  | 6    | 75   | .992   | -    | -    | -    | -    | -    | -      |
| 2012 | 123  | 325  | 369  | 7    | 70   | .990   | 1    | 0    | 0    | 0    | 0    | ----   |
| 2013 | 120  | 290  | 404  | 9    | 72   | .987   | -    | -    | -    | -    | -    | -      |
| 2014 | 94   | 199  | 305  | 6    | 45   | .988   | -    | -    | -    | -    | -    | -      |
| 통산 | 1043 | 2534 | 3095 | 64   | 586  | .989   | 1    | 0    | 0    | 0    | 0    | ----   |

- 2014년 기준, 굵은 글씨는 시즌 최고 성적.